# Quiterianópolis
Quiterianópolis is een gemeente in de Braziliaanse deelstaat Ceará. De gemeente telt 21.230 inwoners (schatting 2009).
De gemeente grenst aan Novo Oriente, Independência, Tauá, Parambu, Assunção do Piauí en Pimenteiras.